# انریکه پوژالس
انریکه پوژالس (انگلیسی: Enrique Pujals؛ زادهٔ تاریخ ورودی نامعتبر است) دانشمند در زمینه سامانه پویا اهل برزیل است.